# 외과풍운
《외과풍운》(중국어 간체자: 外科风云, 정체자: 外科風雲, 병음: Wài kē fēng yún 와이커펑윈[*], Surgeons 서전스[*])은 2017년 방송되었던 중국의 텔레비전 드라마이다.

## 등장 인물

### 주요 인물
- 진둥 (靳东) / 좡수 (庄恕) 역:30년 전 의료사고로 인한 어머니의 누명과 자살, 여동생의 실종 이후 미국으로 간 뒤 사건의 진상을 밝히기 위해 런허병원으로 돌아온다. 뛰어난 실력의 외과 전문의로 오직 어머니 사건의 비밀을 파헤치고 여동생을 찾는 것이 목표이다.
- 바이바이허 (白百何) / 루천시 (陆晨曦) 역 :30년 전 갑작스런 의료사고로 아버지를 잃은 런허병원의 흉부외과 전문의이다. 감정에 솔직하고 낙천적이며 당돌한 성격으로 비슷한 아픔을 간직한 ‘좡수‘를 이해하고 마음을 연다. 요즘 엄청나게 큰 인기를 얻고 있는 바이바이허씨는 대륙의 수지 '바이바이허'로 불리고 있다.
- 리자항 (李佳航) / 천사오충 (陈绍聪) 역: 활발하고 밝은 성격의 응급 센터 담당 의사.
- 란잉잉 (蓝盈莹) / 하협 (杨羽) 역:개성 강하고 통통 튀는 성격으로 루천시의 친한 친구이자 의사들이 가장 신임하는 간호사이다.

### 런허 병원 (仁合医院)
- 마소화 (马少骅) / 푸보원 (傅博文) 역:런허병원의 원장으로 루천시를 흉부외과의 우수한 의사로 성장시킨다.
- 금사결 (金士傑) / 슈민치 (修敏齐) 역:전 런허병원 병원장으로 30년 전 의료사고의 비밀을 알고 있다.
- 류이쥔 (刘奕君) : 양판 (扬帆) 역
- 하두연 (何杜娟) / 추쥔 (楚珺) 역:런허병원의 흉부외과 수련의이다. 실수투성이지만 점차 우수하고 책임감 있는 의사로 성장한다.
- 고해붕 (高海鹏) : 장모한 (张默涵) 역
- 악양 (岳旸) : 류창허 (刘长河) 역
- 금택호 (金泽灏) : 팡즈웨이 (方志伟) 역
- 왕굉 (王宏) : 왕천 (王忱) 역
- 양신명 (杨新鸣) / 중시베이 (钟西北) 역: 런허명원의 응급 센터장으로 마음이 넓고 따뜻한 성격의 미소천사이다.
- 장엽자 (张晔子) : 자오리 (赵丽) 역
- 오양 (吴杨) : 푸빙 (付冰) 역
- 진목양 (陈牧扬) : 위안예 (原野) 역
- 영문동 (宁文彤) : 잉즈난 (应志南) 역
- 이타 (李朵) : 리다푸 (李大夫) 역

### 기타
- 왕썬 (王森) : 양쯔쉬안 (扬子轩) 역
- 가오신 (高露) : 린환 (林欢) 역
- 무소우 (武笑羽) : 류링 (柳灵) 역
- 경락 (耿乐) : 쉐롼 (薛峦) 역
- 왕락군 (王乐君) : 샤오허 (小何) 역
- 왕영천 (王永泉) : 둥쉐빙 (董学斌) 역
- 풍휘 (冯晖) : 장밍 (姜明) 역
- 후거 (胡歌) : 후거 (胡歌) 역
- 조려연 (赵丽娟) : 자오징 (赵静) 역
- 가남 (柯蓝) : 정옌화 (郑燕华) 역
- 왕이난 (王一楠) : 정후이잉 (程慧英) 역
- 정용대 (丁勇岱) : 가오훙샹 (高洪祥) 역
- 양시염 (梁诗冉) : 장첸 (张茜) 역

## 제작
중국 드라마 '랑야방 : 권력의 기록', '위장자 : 감춰진 신분' 제작사단이 함께 제작하였다. 메디컬 드라마 '외과풍운'(원제: 外科风云)는 총 44부작으로 제작되었다. 실제 중국 현지에서 베이징 의과대 출신의 작가 주주(朱朱)와 '랑야방', '위장자'를 연출한 이설(李雪) 감독의 만남으로 방영 전부터 많은 화제를 모은 작품이다. 특히 '위장자 : 감춰진 신분'으로 국내 시청자들에게도 친숙한 배우 진둥이 어린 시절 아픔을 간직한 천재 외과의사로 출연해 뛰어난 연기실력과 사실적인 인물 묘사를 잘 표현하였다.